# Ligue des champions féminine de la LEN 2024-2025
Navigation
2023-2024 2025-2026
La saison 2024-2025 de la Ligue des Champions féminine de la LEN est la 38e édition de la compétition de water-polo, anciennement Euro Ligue. Organisée par la LEN, elle met aux prises 24 équipes européennes de water-polo.
Le vainqueur se qualifiera pour la Supercoupe de la LEN 2025 ainsi que pour la Ligue des champions 2025-2026.

## Présentation

### Modalités
La compétition de water-polo commence par une phase préliminaire où les équipes sont réparties en quatre groupes de cinq équipes. Les matchs sont joués lors d'un tournoi chez une équipe hôte et les équipes de chaque groupe se rencontrent une fois. Les trois meilleures équipes de chaque groupe se qualifient pour la suite de la compétition : une phase de groupes de quatre équipes avec la même formule que le tour précédent.
Le classement lors de ces phases de groupes est calculé avec le barème de points suivant :
- la victoire vaut trois points,
- la victoire aux tirs au but vaut deux points,
- la défaite aux tirs au but vaut un point,
- la défaite vaut zéro point.

En cas de match nul, à la fin du temps réglementaire, une séance de tirs au but désigne le vainqueur du match.
La phase à élimination directe comprend deux tours : une finale à quatre (Final 4) comprenant deux demi-finales et la finale. En quart de finale, le 2e d'un groupe affronte le 1er de l'autre groupe en matchs aller-retour. Pour la finale à quatre, un tirage au sort détermine les oppositions en demi-finales.

### Classement
Les pays figurant dans le top 6 du nouveau classement des clubs féminins de la LEN sont autorisés à inscrire 6 clubs à la Ligue des champions, contre 5, ce qui était la limite la saison dernière. Alors que les pays en dehors du top 6 peuvent inscrire leur champion de ligue soit à la Ligue des champions, soit à la Challenger Cup.
| Rank | Association | Points    | Teams |
| ---- | ----------- | --------- | ----- |
| 1    | Espagne     | 124,200   | 6     |
| 2    | Grèce       | 105,102.5 | 6     |
| 3    | Hongrie     | 89,452.5  | 6     |
| 4    | Italie      | 76,760    | 5     |
| 5    | France      | 35,147.5  | 2     |
| 6    | Pays-Bas    | 13,785    | 3     |
| 7    | Russie      | 9,217.5   | 0     |
| 8    | Allemagne   | 8,290     | 1     |
| 9    | Portugal    | 6,010     | 0     |
| 10   | Malte       | 4,090     | 0     |

| Rank | Association                 | Points | Teams |
| ---- | --------------------------- | ------ | ----- |
| 11   | Croatie                     | 2,930  | 0     |
| 12   | Serbie                      | 2,860  | 0     |
| 13   | Turquie                     | 2,560  | 0     |
| 14   | Slovaquie                   | 1,715  | 0     |
| 15   | Grande-Bretagne             | 1,330  | 0     |
| 16   | Israël                      | 1,250  | 1     |
| 17   | Suède                       | 1,060  | 0     |
| 18   | Bulgarie Bulgarie           | 770    | 0     |
| 19   | Tchéquie République Tchèque | 770    | 0     |

### Qualifiés
Le tirage au sort a été effectué le 13 août 2024
Les étiquettes entre parenthèses indiquent comment chaque équipe s'est qualifiée :
- T : Tenant du titre de la Ligue des champions
- F : Finaliste de la dernière édition de la Ligue des champions
- C : Vainqueur de coupe nationale
- 1er, 2e, 3e, , etc. : Position en championnat national

| Phase de groupes          | Phase de groupes                 | Phase de groupes                  | Phase de groupes        | Phase de groupes                |
| ------------------------- | -------------------------------- | --------------------------------- | ----------------------- | ------------------------------- |
| CN Sabadell T (3e)        | CN Mataró (1er)                  | Olympiakos Le Pirée F (1er)       | UVSE (1er)              | Orizzonte Catane (1er)          |
| Tour de qualification     |                                  |                                   |                         |                                 |
| Ferencvárosi TC (2e)      | CN Sant Andreu (2e)              | ZV De Zaan (1er)                  | Panionios GSS (6e)      | Rapallo Pallanuoto (4e)         |
| Dunaújvárosi FVE (4e)     | Lille Métropole Water-Polo (1er) | Budapesti Vasutas Sport Club (5e) | ASPTT Nancy (2e)        | Polar Bears (2e)                |
| CS Plebiscito Padova (2e) | Ethnikós (4e)                    | Alimos NAC Betsson (3e)           | Tenerife Echeyde (7e)   | Hapoel Yoqneam Water Polo (1er) |
| SIS Roma (2e)             | CN Terrassa (4e)                 | Egri VK (3e)                      | Pallanuoto Trieste (5e) | III. Kerületi TVE (6e)          |
| NÓ Vouliagménis (2e)      | ANÓ Glyfádas (5e)                | Wasserfreunde Spandau 04 (1er)    | CN Catalunya (6e)       | GZC Donk (3e)                   |

### Calendrier
| Nom                   | Dates                               | Nombre de participants |
| --------------------- | ----------------------------------- | ---------------------- |
| Tour de qualification | du 3 au 5 octobre 2024              | 25                     |
| Phase de groupes      | du 26 octobre 2024 au 1er mars 2025 | 16                     |
| Quarts de finale      | 22 et 23 mars 2025                  | 8                      |
| Final Four            | 2 et 3 mai 2025                     | 4                      |

## Tour de qualification
Les deux meilleures équipes de chaque groupe et le meilleur 3e progresseront dans la phase de groupes, les trois autres 3e ainsi que les deux dernières équipes de chaque groupe sont reversés en Euro Cup.
- Qualification pour la phase de groupes
- Classement du meilleur troisième
- Reversé en Euro Cup

### Groupe A
Le tournoi se joue à Athènes en Grèce.
|   | Équipe             | Pts | J | G | Gtab | Ptab | P | Bp | Bc | Diff | Dép |
| - | ------------------ | --- | - | - | ---- | ---- | - | -- | -- | ---- | --- |
| 1 | Ferencvárosi TC    | 12  | 4 | 4 | 0    | 0    | 0 | 48 | 33 | 15   | /   |
| 2 | CN Sant Andreu     | 9   | 4 | 3 | 0    | 0    | 1 | 51 | 33 | 18   | /   |
| 3 | ZV De Zaan         | 6   | 4 | 2 | 0    | 0    | 2 | 45 | 46 | -1   | /   |
| 4 | Panionios GSSH     | 3   | 4 | 1 | 0    | 0    | 3 | 38 | 54 | -16  | /   |
| 5 | Rapallo Pallanuoto | 0   | 4 | 0 | 0    | 0    | 4 | 45 | 61 | -16  | /   |

| Résultats (dom.\ext.) | Pan.  | Fer.  | San. | De Z. | Pal.  |
| Panionios GSSH |       | 6-10  |      | 7-14  |       |
| Ferencvárosi TC |       |       | 9-8  | 17-8  |       |
| CN Sant Andreu | 16-7  |       |      |       | 15-10 |
| ZV De Zaan |       |       | 7-12 |       | 16-10 |
| Rapallo Pallanuoto | 14-18 | 11-12 |      |       |       |
| - Victoire à domicile - Victoire à domicile aux tirs au but - Victoire à l'extérieur aux tirs au but - Victoire à l'extérieur |       |       |      |       |       |

### Groupe B
Le tournoi se joue à Ede au Pays-Bas.
|   | Équipe                       | Pts | J | G | Gtab | Ptab | P | Bp | Bc | Diff | Dép |
| - | ---------------------------- | --- | - | - | ---- | ---- | - | -- | -- | ---- | --- |
| 1 | Polar BearsH                 | 9   | 4 | 3 | 0    | 0    | 1 | 67 | 50 | 17   | /   |
| 2 | Budapesti Vasutas Sport Club | 9   | 4 | 3 | 0    | 0    | 1 | 62 | 51 | 11   | /   |
| 3 | Dunaújvárosi FVE             | 9   | 4 | 3 | 0    | 0    | 1 | 58 | 37 | 21   | /   |
| 4 | Lille Métropole Water-Polo   | 3   | 4 | 1 | 0    | 0    | 3 | 54 | 63 | -9   | /   |
| 5 | ASPTT Nancy                  | 0   | 4 | 0 | 0    | 0    | 4 | 36 | 76 | -40  | /   |

| Résultats (dom.\ext.) | Pol. | Dun.  | Lil.  | Bud.. | Nan.  |
| Polar BearsH |      | 10-14 | 19-12 | 21-12 | 17-12 |
| Dunaújvárosi FVE |      |       |       |       |       |
| Lille Métropole Water-Polo |      | 10-16 |       |       | 19-11 |
| Budapesti Vasutas Sport Club                                                                                                  |      | 11-10 | 17-13 |       | 22-7  |
| ASPTT Nancy |      | 6-18  |       |       |       |
| - Victoire à domicile - Victoire à domicile aux tirs au but - Victoire à l'extérieur aux tirs au but - Victoire à l'extérieur |      |       |       |       |       |

### Groupe C
Le tournoi se joue à Padoue en Italie.
|   | Équipe                    | Pts | J | G | Gtab | Ptab | P | Bp | Bc | Diff | Dép |
| - | ------------------------- | --- | - | - | ---- | ---- | - | -- | -- | ---- | --- |
| 1 | Alimos NAC Betsson        | 12  | 4 | 4 | 0    | 0    | 0 | 71 | 38 | 33   | /   |
| 2 | CS Plebiscito PadovaH     | 9   | 4 | 3 | 0    | 0    | 1 | 55 | 47 | 8    | /   |
| 3 | Tenerife Echeyde          | 6   | 4 | 2 | 0    | 0    | 2 | 44 | 52 | -8   | /   |
| 4 | Ethnikós                  | 3   | 4 | 1 | 0    | 0    | 3 | 43 | 57 | -14  | /   |
| 5 | Hapoel Yoqneam Water Polo | 0   | 4 | 0 | 0    | 0    | 4 | 45 | 64 | -19  | /   |

| Résultats (dom.\ext.) | Pad. | Eth.  | Ali.  | Ten.  | Hap.  |
| CS Plebiscito PadovaH |      | 13-8  | 10-17 | 13-11 | 19-11 |
| Ethnikós |      |       |       | 9-13  | 16-15 |
| Alimos NAC Betsson |      | 16-10 |       | -     | 18-9  |
| Tenerife Echeyde |      |       | 9-20  |       |       |
| Hapoel Yoqneam Water Polo |      |       |       | 10-11 |       |
| - Victoire à domicile - Victoire à domicile aux tirs au but - Victoire à l'extérieur aux tirs au but - Victoire à l'extérieur |      |       |       |       |       |

### Groupe D
Le tournoi se joue à Eger en Hongrie.
|   | Équipe             | Pts | J | G | Gtab | Ptab | P | Bp | Bc | Diff | Dép |
| - | ------------------ | --- | - | - | ---- | ---- | - | -- | -- | ---- | --- |
| 1 | CN Terrassa        | 12  | 4 | 4 | 0    | 0    | 0 | 66 | 46 | 20   | /   |
| 2 | SIS Roma           | 9   | 4 | 3 | 0    | 0    | 1 | 57 | 45 | 12   | /   |
| 3 | Pallanuoto Trieste | 5   | 4 | 1 | 1    | 0    | 2 | 51 | 56 | -5   | /   |
| 4 | Egri VKH           | 4   | 4 | 1 | 0    | 1    | 2 | 52 | 63 | -11  | /   |
| 5 | III. Kerületi TVE  | 0   | 4 | 0 | 0    | 0    | 4 | 47 | 63 | -16  | /   |

| Résultats (dom.\ext.) | Eger | Rome  | Ter.  | Tri.  | Ker.  |
| Egri VKH |      | 12-15 | 10-19 | 14-14 | 13-10 |
| SIS Roma |      |       |       |       |       |
| CN Terrassa |      | 14-13 |       | 15-9  | -     |
| Pallanuoto Trieste |      | 9-11  |       |       | 14-13 |
| III. Kerületi TVE |      | 10-18 | 14-18 |       |       |
| - Victoire à domicile - Victoire à domicile aux tirs au but - Victoire à l'extérieur aux tirs au but - Victoire à l'extérieur |      |       |       |       |       |

1. ↑  3-5 aux tirs au but.

### Groupe E
Le tournoi se joue à Berlin en Allemagne.
|   | Équipe                    | Pts | J | G | Gtab | Ptab | P | Bp | Bc | Diff | Dép |
| - | ------------------------- | --- | - | - | ---- | ---- | - | -- | -- | ---- | --- |
| 1 | NÓ Vouliagménis           | 12  | 4 | 4 | 0    | 0    | 0 | 65 | 35 | 30   | /   |
| 2 | GZC Donk                  | 9   | 4 | 3 | 0    | 0    | 1 | 62 | 36 | 26   | /   |
| 3 | ANÓ Glyfádas              | 6   | 4 | 2 | 0    | 0    | 2 | 49 | 55 | -6   | /   |
| 4 | CN Catalunya              | 3   | 4 | 1 | 0    | 0    | 3 | 32 | 55 | -23  | /   |
| 5 | Wasserfreunde Spandau 04H | 0   | 4 | 0 | 0    | 0    | 4 | 34 | 61 | -27  | /   |

| Résultats (dom.\ext.) | Ber. | Vou.  | Gly.  | Cat.  | Donk |
| Wasserfreunde Spandau 04H |      | 7-18  | 10-14 | 11-12 | 6-17 |
| NÓ Vouliagménis |      |       | 15-11 | 17-5  |      |
| ANÓ Glyfádas |      |       |       |       |      |
| CN Catalunya |      |       | 11-13 |       |      |
| GZC Donk |      | 12-15 | 19-11 | 14-4  |      |
| - Victoire à domicile - Victoire à domicile aux tirs au but - Victoire à l'extérieur aux tirs au but - Victoire à l'extérieur |      |       |       |       |      |

### Meilleur troisième
|   | Équipe             | Pts | J | G | Gtab | Ptab | P | Bp | Bc | Diff | Dép |
| - | ------------------ | --- | - | - | ---- | ---- | - | -- | -- | ---- | --- |
| 1 | Dunaújvárosi FVE   | 9   | 4 | 3 | 0    | 0    | 1 | 58 | 37 | 21   | /   |
| 2 | ZV De Zaan         | 6   | 4 | 2 | 0    | 0    | 2 | 45 | 46 | -1   | /   |
| 3 | ANÓ Glyfádas       | 6   | 4 | 2 | 0    | 0    | 2 | 49 | 55 | -6   | /   |
| 4 | Tenerife Echeyde   | 6   | 4 | 2 | 0    | 0    | 2 | 44 | 52 | -8   | /   |
| 5 | Pallanuoto Trieste | 5   | 4 | 1 | 1    | 0    | 2 | 51 | 56 | -5   | /   |

## Phase de groupes
Les équipes terminant aux premières et deuxièmes places de leur poule sont qualifiées pour le quarts de finale.

### Groupe A
|   | Équipe           | Pts | J | G | Gtab | Ptab | P | Bp | Bc | Diff | Dép |
| - | ---------------- | --- | - | - | ---- | ---- | - | -- | -- | ---- | --- |
| 1 | CN Sabadell T    | 18  | 6 | 6 | 0    | 0    | 0 | 76 | 48 | 28   | /   |
| 2 | NÓ Vouliagménis  | 12  | 6 | 4 | 0    | 0    | 2 | 73 | 64 | 9    | /   |
| 3 | Dunaújvárosi FVE | 4   | 6 | 1 | 0    | 1    | 4 | 55 | 69 | -14  | /   |
| 4 | CN Terrassa      | 2   | 6 | 0 | 1    | 0    | 5 | 53 | 76 | -23  | /   |

| Résultats (dom.\ext.) | Dun.  | Sab. | Ter. | Vou.  |
| Dunaújvárosi FVE |       | 8-13 | 10-9 | 9-12  |
| CN Sabadell T | 12-7  |      | 10-7 | 12-11 |
| CN Terrassa | 14-13 | 4-13 |      | 11-16 |
| NÓ Vouliagménis | 9-8   | 8-13 | 14-8 |       |
| - Victoire à domicile - Victoire à domicile aux tirs au but - Victoire à l'extérieur aux tirs au but - Victoire à l'extérieur |       |      |      |       |

1. ↑  4-3 aux tirs au but.

### Groupe B
|   | Équipe               | Pts | J | G | Gtab | Ptab | P | Bp | Bc | Diff | Dép |
| - | -------------------- | --- | - | - | ---- | ---- | - | -- | -- | ---- | --- |
| 1 | Ferencvárosi TC      | 16  | 6 | 5 | 0    | 1    | 0 | 85 | 67 | 18   | /   |
| 2 | CN Mataró            | 14  | 6 | 4 | 1    | 0    | 1 | 89 | 66 | 23   | /   |
| 3 | Polar Bears          | 3   | 6 | 1 | 0    | 0    | 5 | 74 | 94 | -20  | /   |
| 4 | CS Plebiscito Padova | 3   | 6 | 1 | 0    | 0    | 5 | 61 | 82 | -21  | /   |

| Résultats (dom.\ext.) | Ede.  | Fer.  | Mat.  | Pad.  |
| Polar Bears |       | 14-17 | 17-19 | 14-11 |
| Ferencvárosi TC | 19-11 |       | 13-14 | 19-11 |
| CN Mataró | 13-5  | 11-13 |       | 16-9  |
| CS Plebiscito Padova | 15-13 | 11-14 | 9-16  |       |
| - Victoire à domicile - Victoire à domicile aux tirs au but - Victoire à l'extérieur aux tirs au but - Victoire à l'extérieur |       |       |       |       |

1. ↑  3-4 aux tirs au but.

### Groupe C
|   | Équipe              | Pts | J | G | Gtab | Ptab | P | Bp | Bc | Diff | Dép |
| - | ------------------- | --- | - | - | ---- | ---- | - | -- | -- | ---- | --- |
| 1 | Olympiakos Le Pirée | 18  | 6 | 6 | 0    | 0    | 0 | 84 | 62 | 22   | /   |
| 2 | Alimos NAC Betsson  | 7   | 6 | 1 | 2    | 0    | 3 | 70 | 72 | -2   | /   |
| 3 | GZC Donk            | 6   | 6 | 1 | 1    | 1    | 3 | 79 | 88 | -9   | /   |
| 4 | SIS Roma            | 5   | 6 | 1 | 0    | 2    | 3 | 69 | 80 | -11  | /   |

| Résultats (dom.\ext.) | Ali.  | Donk  | Oly.  | Rom.  |
| Alimos NAC Betsson |       | 13-11 | 11-12 | 15-14 |
| GZC Donk | 10-11 |       | 13-17 | 20-19 |
| Olympiakos Le Pirée | 14-11 | 17-13 |       | 10-3  |
| SIS Roma | 11-9  | 11-12 | 11-14 |       |
| - Victoire à domicile - Victoire à domicile aux tirs au but - Victoire à l'extérieur aux tirs au but - Victoire à l'extérieur |       |       |       |       |

1. ↑  5-3 aux tirs au but.
2. ↑  4-3 aux tirs au but.
3. ↑  6-5 aux tirs au but.

### Groupe D
|   | Équipe                       | Pts | J | G | Gtab | Ptab | P | Bp | Bc | Diff | Dép |
| - | ---------------------------- | --- | - | - | ---- | ---- | - | -- | -- | ---- | --- |
| 1 | CN Sant Andreu               | 18  | 6 | 6 | 0    | 0    | 0 | 90 | 54 | 36   | /   |
| 2 | Orizzonte Catane             | 12  | 6 | 4 | 0    | 0    | 2 | 70 | 61 | 9    | /   |
| 3 | UVSE                         | 6   | 6 | 2 | 0    | 0    | 4 | 68 | 68 | 0    | /   |
| 4 | Budapesti Vasutas Sport Club | 0   | 6 | 0 | 0    | 0    | 6 | 51 | 96 | -45  | /   |

| Résultats (dom.\ext.) | Bud.  | Cat.  | St-A. | UVSA  |
| Budapesti Vasutas Sport Club                                                                                                  |       | 12-16 | 10-17 | 10-17 |
| Orizzonte Catane | 15-4  |       | 8-12  | 12-10 |
| CN Sant Andreu | 18-5  | 16-10 |       | 14-11 |
| UVSE | 13-10 | 7-9   | 10-13 |       |
| - Victoire à domicile - Victoire à domicile aux tirs au but - Victoire à l'extérieur aux tirs au but - Victoire à l'extérieur |       |       |       |       |

## Quarts de finale
| Équipe              | Aller  | Total   | Retour | Équipe             |
| ------------------- | ------ | ------- | ------ | ------------------ |
| Olympiakos Le Pirée | 11*-10 | 18 - 16 | 7-6*   | NÓ Vouliagménis    |
| CN Sabadell T       | 19*-6  | 32 - 21 | 13-15* | Alimos NAC Betsson |
| CN Sant Andreu      | 13*-8  | 24 - 16 | 11-8*  | CN Mataró          |
| Orizzonte Catane    | 9*-11  | 15 - 19 | 6-8*   | Ferencvárosi TC    |

* : équipe recevrante

## Finale à quatre
La Finale à quatre (ou en anglais : Final Four) est programmée les 2 et 3 mai 2025 au Papastratio Swimming Pool de Le Pirée (Grèce).
Un tirage au sort effectué le 12 mai détermine les équipes qui s'affrontent en demi-finales.
|  | Demi-finales        | Demi-finales      |                        |   | Finale            | Finale            |
|  | Demi-finales        | Demi-finales      |                        |   | Finale            | Finale            |
|  |                     |                   |                        |   |                   |                   |
|  | 2 mai 2025, 12h00   | 2 mai 2025, 12h00 |                        |   | 3 mai 2025, 14h00 | 3 mai 2025, 14h00 |
|  | 2 mai 2025, 12h00   | 2 mai 2025, 12h00 |                        |   | 3 mai 2025, 14h00 | 3 mai 2025, 14h00 |
|  | CN Sabadell T       | -                 |                        |   | 3 mai 2025, 14h00 | 3 mai 2025, 14h00 |
|  | CN Sabadell T       | -                 |                        |   | 3 mai 2025, 14h00 | 3 mai 2025, 14h00 |
|  | Olympiakos Le Pirée | -                 |                        |   | 3 mai 2025, 14h00 | 3 mai 2025, 14h00 |
|  | Olympiakos Le Pirée | -                 | -                      | - |                   |                   |
|  | 2 mai 2025, 14h00   |                   | -                      | - |                   |                   |
|  |                     | -                 | -                      |   |                   |                   |
|  | Ferencvárosi TC     | -                 | -                      | - |                   |                   |
|  | Ferencvárosi TC     |                   |                        | - |                   |                   |
|  | CN Sant Andreu      | -                 |                        |   |                   |                   |
|  | CN Sant Andreu      | -                 | Match pour la 3e place |   |                   |                   |
|  |                     |                   |                        |   |                   |                   |
|  | 3 mai 2025, 12h00   |                   |                        |   |                   |                   |
|  |                     |                   |                        |   |                   |                   |
|  | -                   | -                 |                        |   |                   |                   |
|  | -                   | -                 |                        |   |                   |                   |
|  | -                   | -                 |                        |   |                   |                   |
|  | -                   | -                 |                        |   |                   |                   |

### Demi-finales
|       | -                   | . - ??     | - | -, - (-)      |               |
| ??h?? |                     | (?-?, ?-?) |   | Arbitrage : - | Arbitrage : - |
| ??h?? | [ Rapport de match] |            |   | Arbitrage : - | Arbitrage : - |

|       | -                   | . - ??     | - | -, - (-)      |               |
| ??h?? |                     | (?-?, ?-?) |   | Arbitrage : - | Arbitrage : - |
| ??h?? | [ Rapport de match] |            |   | Arbitrage : - | Arbitrage : - |

### Match pour la troisième place
|       | -                   | . - ??     | - | -, - (-)      |               |
| ??h?? |                     | (?-?, ?-?) |   | Arbitrage : - | Arbitrage : - |
| ??h?? | [ Rapport de match] |            |   | Arbitrage : - | Arbitrage : - |

### Finale
|       | -                   | . - ??     | - | -, - (-)      |               |
| ??h?? |                     | (?-?, ?-?) |   | Arbitrage : - | Arbitrage : - |
| ??h?? | [ Rapport de match] |            |   | Arbitrage : - | Arbitrage : - |